# Vlite
Vlite是一款Windows Vista系统精简软件，可用于Windows Vista，Windows 7，Windows Server 2008，Windows Server 2008 R2等系统的精简。该软件具有30种语言，便于各国用户使用。

Vlite主界面

## 功能
Vlite软件具有集成、组件移除、系统设置调整、无人值守安装、生成可引导ISO镜像等功能。

### 集成
可以在操作系统安装盘中集成语言包、系统补丁等。

### 组件
可以移除不必要的组件，减小安装盘体积，并在安装后节省硬盘空间。

### 调整
可以调整系统设置，以方便安装后配置。

### 无人值守
可以设置无人值守安装，减少安装时的劳动强度。

### 可引导镜像
可以生成可引导ISO镜像，方便制作系统安装盘。